# Bollebygd
Bollebygd ist ein Ort (tätort) in der schwedischen Provinz Västra Götalands län und der historischen Provinz Västergötland. Er ist zugleich Hauptort der gleichnamigen Gemeinde.
Der Ort liegt an der für den Fernverkehr wichtigen Reichsstraße 40 (riksväg), die ein Teil der Strecke Göteborg–Stockholm ist.

## Persönlichkeiten
- Peter Gustavsson (1958–2023), Eishockeyspieler
- Caroline Nordengrip (* 1980), ehemalige Reichstagsabgeordnete und Unteroffizierin der Ukrainischen Streitkräfte